# 林蒼
林蒼（?—?），福建省閩縣人，清朝政治人物、進士出身。
光緒三十年，會試第268名；殿試登進士三甲第137名，后分發為知縣。